# Championnat de Roumanie de football 1958-1959
Navigation
Saison précédente Saison suivante
La saison 1958-1959 du Championnat de Roumanie de football était la 41e édition de la première division roumaine. Le championnat rassemble les 12 meilleures équipes du pays au sein d'une poule unique, où chaque club rencontre tous ses adversaires deux fois, à domicile et à l'extérieur. Le club vainqueur du championnat se qualifie pour la Coupe d'Europe des clubs champions.
C'est le club du FC Petrolul Ploiești, champion en titre, qui termine de nouveau en tête du championnat et qui conserve son titre, le 3e de son histoire.

## Les 12 clubs participants
| - Dinamo Bucarest - Dinamo Bacău - FC Petrolul Ploiești - CCA Bucarest - FC Progresul Bucarest - Steagul Roșu Orașul Stalin (anciennement Energia Brașov) | - UT Arad (anc. Flamura Roșie Arad) - Știința Timișoara - Știința Cluj - Promu de Divizia B - FC Rapid Bucarest (anc. Locomotiva Bucarest) - SC Jiul Petroșani (anc. Minerul Petroșani) - Farul Constanța - Promu de Divizia B |

## Compétition

### Classement
Le classement est établi en utilisant le barème suivant :
- Victoire : 2 points
- Match nul : 1 point
- Défaite, forfait ou abandon : 0 point

| Rang | Équipe                     | Pts | J  | G  | N  | P  | Bp | Bc | Diff |
| ---- | -------------------------- | --- | -- | -- | -- | -- | -- | -- | ---- |
| 1    | FC Petrolul Ploiești (T)   | 31  | 22 | 15 | 1  | 6  | 47 | 23 | +24  |
| 2    | Dinamo Bucarest (C)        | 30  | 22 | 13 | 4  | 5  | 47 | 27 | +20  |
| 3    | CCA Bucarest               | 29  | 22 | 12 | 5  | 5  | 35 | 26 | +9   |
| 4    | FC Rapid Bucarest          | 26  | 22 | 11 | 4  | 7  | 46 | 28 | +18  |
| 5    | Dinamo Bacău               | 23  | 22 | 9  | 5  | 8  | 32 | 35 | -3   |
| 6    | Progresul Bucarest         | 21  | 22 | 9  | 3  | 10 | 39 | 34 | +5   |
| 7    | Steagul Roșu Orașul Stalin | 20  | 22 | 7  | 6  | 9  | 31 | 33 | -2   |
| 8    | UT Arad                    | 19  | 22 | 7  | 5  | 10 | 27 | 28 | -1   |
| 9    | SC Jiul Petroșani          | 18  | 22 | 7  | 4  | 11 | 26 | 42 | -16  |
| 10   | Farul Constanța (P)        | 17  | 22 | 6  | 5  | 11 | 31 | 53 | -22  |
| 11   | Știința Cluj (P)           | 15  | 22 | 2  | 11 | 9  | 23 | 36 | -13  |
| 12   | Știința Timișoara          | 15  | 22 | 5  | 5  | 12 | 25 | 44 | -19  |

|  | Qualifié pour la Coupe des clubs champions 1959-1960 |
|  | Relégation en Divizia B                              |

## Bilan de la saison
| Tableau d'Honneur                   |                      |
| Compétition                         | Vainqueur            |
| Championnat de Roumanie de football | FC Petrolul Ploiești |
| Coupe de Roumanie de football       | Dinamo Bucarest      |

| Promotions et relégations |                   |
| Promu en Divizia A        | CS Minerul Lupeni |
| Relégué en Divizia B      | Știința Timișoara |